# Raucourt-au-Bois
Raucourt-au-Bois – miejscowość i gmina we Francji, w regionie Hauts-de-France, w departamencie Nord.
Według danych na rok 1990 gminę zamieszkiwały 133 osoby, a gęstość zaludnienia wynosiła 128 osób/km² (wśród 1549 gmin regionu Nord-Pas-de-Calais Raucourt-au-Bois plasuje się na 1072. miejscu pod względem liczby ludności, natomiast pod względem powierzchni na miejscu 938.).